# Jurij Mihajlovič Širokov
Jurij Mihajlovič Širokov (rusko Ю́рий Миха́йлович Широков), ruski fizik, matematik in pisatelj, * 21. junij 1921, Moskva, Sovjetska zveza (sedaj Rusija), † 5. julij 1980, ledenik Moskvina, Pamir, Tadžikiška SSR (sedaj Tadžikistan).

## Življenje in delo
Širokov je diplomiral na Državni univerzi v Moskvi (MGU) leta 1948. Leta 1960 je doktoriral. Med letoma 1951 in 1966 je deloval na matični univerzi, do leta 1975 na Matematičnem inštitutu Steklova in od tega leta spet na MGU.
Ukvarjal se je s temeljnimi raziskavami metematičnih metod v teoretični fiziki, teorije reprezentacij Poincaréjevih grup in algebr posplošenih funkcij. Objavil je več kot sto del, od katerih je najbolj znan učbenik jedrske fizike. Njegova dela so prevedli v več tujih jezikov.
Verjetno Širokov ni bil prvi, ki je zapazil, da ima kvantna mehanika več klasičnih limit. Planckova konstanta {\displaystyle ~\hbar ~} se pojavlja v mnogih zvezah in pri limitnem prehodu {\displaystyle ~\hbar \rightarrow 0~} se lahko na več načinov ohranja nekaj parametrov konstantnih ali pa se jih spreminja. Najbolj razširjena klasična limitna zgleda kvantne mehanike sta klasično valovanje in klasična mehanika. Širokov je sistematiziral konstrukcijo klasičnih limit kvantne mehanike. Takšna sistematizacija je omogočila razdelavo enotnega formalizma klasične in kvantne teorije sipanja ter formulacijo izrekov klasične in kvantne mehanike v smislu enotnega formalizma.
Njegove zamisli v kvantni mehaniki in teoretični fiziki še niso v celoti razvili. Še posebej teorije polja s pomočjo valovnih paketov, to je brez divergentnih členov in vrst.